# Umuara pydanieli
Umuara pydanieli là một loài nhện trong họ Anyphaenidae.
Loài này thuộc chi Umuara. Umuara pydanieli được Antonio D. Brescovit miêu tả năm 1997.